# Estación Iyosakurai
La estación Iyosakurai (伊予桜井駅 Iyosakurai-eki?) es una estación de la línea Yosan de la Japan Railways que se encuentra en la ciudad de Imabari de la prefectura de Ehime. El código de estación es el "Y38".

## Estación de pasajeros
Cuenta con dos plataformas, entre las cuales se encuentran las vías. Cada plataforma cuenta con un andén (andenes 1 y 2). El andén 1 es el principal y, solo para permitir el sobrepaso a los servicios rápidos se utiliza el andén 2.
La venta de pasajes está terciarizada, actualmente está a cargo de un local comercial.

### Andenes
| 1 | ● Línea Yosan | Hacia Nyūgawa, Saijō, Niihama, Iyomishima, Kawanoe y Kanonji (los servicios rápidos no se detienen)                    |
| 1 | ● Línea Yosan | Hacia Imabari, Hojo y Matsuyama (los servicios rápidos no se detienen)                                                 |
| 2 | ● Línea Yosan | Hacia Nyūgawa, Saijō, Niihama, Iyomishima, Kawanoe y Kanonji (solo para permitir el sobrepaso a los servicios rápidos) |
| 2 | ● Línea Yosan | Hacia Imabari, Hōjō y Matsuyama (solo para permitir el sobrepaso a los servicios rápidos)                              |

## Alrededores de la estación
- Ruta nacional 196
- Intercambiador Imabari-Yunoura (今治湯ノ浦インターチェンジ Imabari-Yuno'ura Intāchenji?)
- Onsen de Yunoura (湯ノ浦温泉 Yuno'ura-onsen?)
- Oficina de correos de Sakurai
- Parque Sakurai (桜井総合公園 Sakurai Sōgō-kōen?)
- Templo Kokubun (国分寺 Kokubun-ji?)

## Historia
- 1923: el 21 de diciembre se inaugura la Estación Iyosakurai.
- 1987: el 1° de abril pasa a ser una estación de la división Ferrocarriles de Pasajeros de Shikoku de la Japan Railways.

## Estación anterior y posterior
- Línea Yosan 
  - Estación Iyomiyoshi (Y37)  <<  Estación Iyosakurai (Y38)  >>  Estación Iyotomita (Y39)